# Rowoon
Kim Seok-woo (hangul: 김석우; nascido em 7 de agosto de 1996), mais conhecido pelo seu nome artístico Rowoon, é um ator e cantor sul-coreano. Ele é um ex-membro da boy band sul-coreana SF9. Atualmente ele atua como ator, mais conhecido por seus papéis nas séries de televisão Extraordinary You (2019) e The King's Affection (2021), onde ganhou vários prêmios por sua atuação na série.

## Carreira

### 2013–2014: Pré- estreia
Ele foi apresentado como trainee no reality show da FNC Entertainment, Cheongdam-dong 111.

### 2015–2016: Estreia com SF9
Em 2015, ele fez parte do time pré-estreia "Neoz School" da FNC Entertainment, como membro do grupo chamado Neoz. Em maio de 2016, participou como integrante do "Neoz Dance" no programa de sobrevivência da FNC Entertainment, d.o.b (Dance or Band), competindo contra o Neoz Band (mais tarde conhecido como Honeyst). O "Neoz Dance" venceu a competição com 51% dos votos e ganhou a chance de debutar. Ele estreou com o grupo SF9 em outubro de 2016, com o single "Fanfare".

### 2017-presente: Atividades solo, crescente popularidade e saída do SF9.
Sua carreira de ator em séries de TV começou com um pequeno papel coadjuvante em School 2017 da KBS2. Depois dessa aparição, ele começou a receber papéis cada vez maiores. Em março de 2018, foi confirmado para estrelar About Time da tvN como irmão da protagonista feminina. Em julho de 2018, foi escalado para Where Stars Land da SBS, pelo qual foi indicado ao prêmio de Melhor Ator Revelação.
Em 9 de maio de 2019, Rowoon foi confirmado como protagonista masculino do drama de fantasia escolar da MBC, Extraordinary You, baseado no famoso webtoon da Daum, "July Found by Chance". Após receber o papel de Haru, a popularidade de Rowoon disparou, lançando-o ao estrelato. Ele foi indicado no Prêmio Dramático MBC 2019 com seus colegas de elenco, Kim Hye-yoon e Lee Jae-wook, como Melhor Casal e ganhou o prêmio de Melhor Ator Revelação. [6] Em 10 de maio de 2019, Rowoon participou do videoclipe de NC.A, "Awesome Breeze" (밤바람).
Em abril de 2020, foi revelado que ele seria a voz de Branch na dublagem coreana do filme de animação Trolls World Tour. Em 25 de maio de 2020, a FNC Entertainment confirmou que Rowoon estrelaria o drama da JTBC, She Would Never Know, baseado no webtoon de mesmo nome. O drama começou a ser exibido em janeiro de 2021.
Em 2021, Rowoon estrelou como protagonista masculino no drama histórico The King's Affection, que estreou em outubro de 2021. No final de 2021, Rowoon se tornou apresentador do Festival da Canção KBS 2021, ao lado de Cha Eun-woo do Astro e Kim Seol-hyun.
Em 2022, Rowoon protagonizou o drama de fantasia da MBC, Tomorrow.

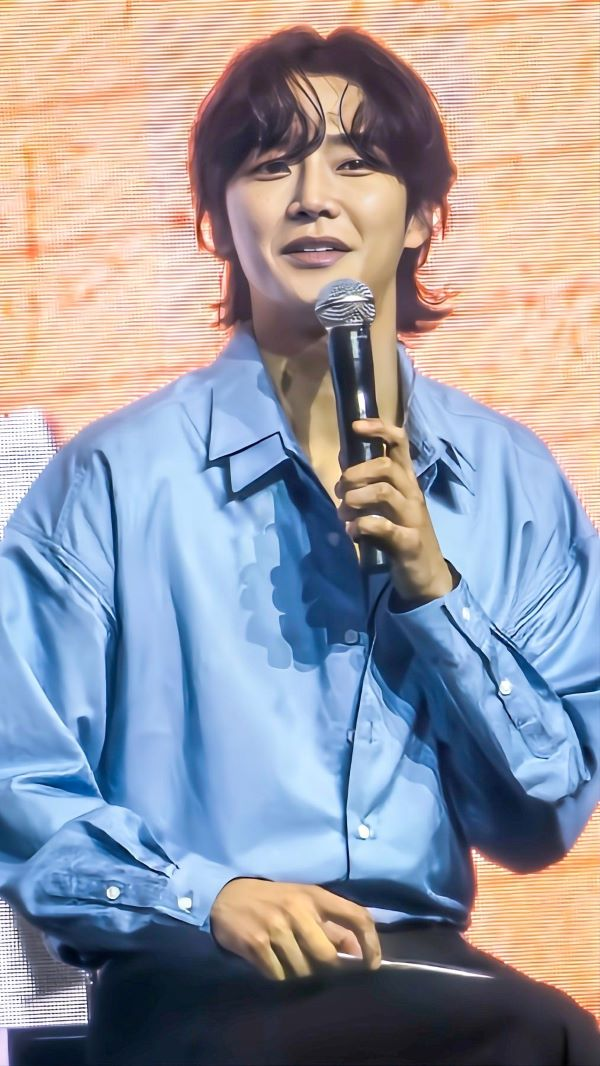
Rowoon em janeiro de 2024

Em 18 de setembro de 2023, a FNC anunciou que Rowoon interromperia as atividades como membro do SF9 para se dedicar integralmente à carreira de ator. Mesmo assim, ele continua na agência.

## Endossos
Em janeiro de 2020, Rowoon foi escolhido como o novo modelo da marca de cosméticos Klavuu. Em abril do mesmo ano, se tornou embaixador da marca Gong Cha Korea. No dia 18 de agosto de 2020, foi anunciado como embaixador da coleção de Outono/Inverno 2020 da The North Face White Label. Em 1º de julho de 2021, Rowoon foi selecionado como o novo modelo da marca de cosméticos Estée Lauder. Desde março de 2022, é embaixador da marca de roupas Andz. Em agosto de 2023, se tornou o primeiro modelo da marca de skincare Ilso, demonstrando o aumento de sua popularidade. No dia 1º de março de 2024, a Isoi Japan anunciou Rowoon como seu novo modelo. Em 7 de março de 2024, a Samjin Pharmaceuticals revelou que Rowoon seria o modelo exclusivo de sua marca de saúde "Wisi Healthy". A Wontech Asia, empresa global de soluções médicas a laser e baseadas em energia, lançou o "Oligio" na Tailândia na noite de 29 de março de 2024 e anunciou Rowoon como modelo escolhido para o "Oligio Tailândia".

## Discografia

### Participações na trilha sonora
| Título                      | Ano  | Álbum                            | Ref.   |
| --------------------------- | ---- | -------------------------------- | ------ |
| "No Goodbye In Love" (안녕) | 2021 | The King's Affection OST Parte 7 | [ 23 ] |

### Filme
| Ano  | Título            | Papel  | Notas                          | Ref.  |
| ---- | ----------------- | ------ | ------------------------------ | ----- |
| 2020 | Trolls World Tour | Branch | Dublagem para a versão coreana | [ 7 ] |

### Séries de televisão
| Ano  | Título                 | Papel           | Notas                      | Ref.   |
| ---- | ---------------------- | --------------- | -------------------------- | ------ |
| 2017 | School 2017            | Kang Hyun-il    |                            | [ 24 ] |
| 2018 | Modulove               |                 | Cameo (Episódio 8)         |        |
| 2018 | About Time             | Choi Wee-jin    |                            | [ 25 ] |
| 2018 | Where Stars Land       | Ko Eun-sub      |                            | [ 26 ] |
| 2019 | Extraordinary You      | Ha-ru           |                            | [ 27 ] |
| 2020 | Find Me in Your Memory | Joo Yeo-min     | Cameo (Episódio 1)         | [ 28 ] |
| 2020 | Was It Love?           | Ele mesmo       | Cameo com SF9 (Episódio 6) | [ 29 ] |
| 2021 | She Would Never Know   | Chae Hyun-seung |                            | [ 30 ] |
| 2021 | The King's Affection   | Jung Ji-woon    |                            | [ 9 ]  |
| 2022 | Tomorrow               | Choi Joon-woong |                            | [ 11 ] |
| 2023 | Destined With You      | Jang Shin-yu    |                            | [ 31 ] |
| 2023 | The Matchmakers        | Shim Jung-woo   |                            | [ 32 ] |

### Webséries
| Ano  | Título            | Papel     | Notas              | Ref.          |
| ---- | ----------------- | --------- | ------------------ | ------------- |
| 2016 | Click Your Heart  | Ele mesmo |                    | [ 33 ]        |
| 2023 | A Time Called You | Tae-ha    | Cameo (Episódio 8) | [ 34 ] [ 35 ] |

### Séries de televisão
| Ano       | Título                      | Função           | Notas                                  | Ref.   |
| --------- | --------------------------- | ---------------- | -------------------------------------- | ------ |
| 2013–2014 | Cheongdam-dong 111          | Estagiário       |                                        |        |
| 2016      | d.o.b: Dance or Band        |                  |                                        |        |
| 2016      | Lipstick Prince             | Membro do elenco | Temporada 1                            |        |
| 2017      | Lipstick Prince             | Membro do elenco | Temporada 2                            |        |
| 2018      | Law of the Jungle           | Membro do elenco | Na Patagônia (episódios 305–310)       |        |
| 2018      | King of Mask Singer         | Participante     | as Owl (Episode 163)                   |        |
| 2018      | Cafe Amor                   | Membro do elenco | Com Yoo In-na, Lee Juck, Yang Se-hyung | [ 36 ] |
| 2021      | Kingdom: Legendary War      | Participante     | Com SF9                                |        |
| 2022      | The Idol Band: Boy's Battle | Apresentador     | Com Nako Yabuki                        | [ 37 ] |
| 2022      | House on Wheels             | Membro do elenco | Season 4                               | [ 38 ] |

### Apresentador
| Ano  | Título                                | Notas                           | Ref.          |
| ---- | ------------------------------------- | ------------------------------- | ------------- |
| 2021 | KBS Song Festival                     | Com Kim Seol-hyun e Cha Eun-woo | [ 39 ]        |
| 2022 | Music Bank World Tour: Chile          |                                 | [ 40 ]        |
| 2023 | 2023 Music Bank Global Festival Japan | Com Go Min-si, e Lee Young-ji   | [ 41 ] [ 42 ] |
| 2023 | 2023 Music Bank Global Festival Korea | Com Jang Won-young da IVE       | [ 41 ] [ 42 ] |
| 2023 | 2023 KBS Drama Awards                 | Com Jang Sung-kyu e Seol In-ah  | [ 43 ]        |

## Prêmios e Indicações
| Cerimônia de premiação        | Ano  | Categoria                                  | Indicação / Trabalho                                     | Resultado | Ref.   |
| ----------------------------- | ---- | ------------------------------------------ | -------------------------------------------------------- | --------- | ------ |
| APAN Music Awards             | 2020 | Entretenedor do Ano - Masculino            | Rowoon                                                   | Indicado  |        |
| APAN Star Awards              | 2022 | Prêmio de Excelência em Ator de Minissérie | The King's Affection                                     | Indicado  | [ 44 ] |
| APAN Star Awards              | 2022 | Prêmio de Popularidade: Ator               | The King's Affection                                     | Indicado  | [ 45 ] |
| APAN Star Awards              | 2023 | Melhor Casal                               | Rowoon com Jo Bo-ah Destined With You                    | Indicado  | [ 46 ] |
| APAN Star Awards              | 2023 | Estrela Global                             | Rowoon                                                   | Indicado  | [ 46 ] |
| APAN Star Awards              | 2023 | Prêmio de Popularidade (Ator)              | Rowoon                                                   | Indicado  | [ 46 ] |
| Brand Customer Loyalty Awards | 2021 | Melhor Ídolo Masculino da Atuação          | Rowoon                                                   | Indicado  | [ 47 ] |
| Brand Customer Loyalty Awards | 2022 |                                            | Rowoon                                                   | Venceu    | [ 48 ] |
| Brand of the Year Awards      | 2020 | Ídolo Masculino Ator do Ano                | Rowoon                                                   | Venceu    | [ 49 ] |
| Brand of the Year Awards      | 2021 | Ídolo Masculino Ator do Ano                | Rowoon                                                   | Indicado  | [ 50 ] |
| Grimae Awards                 | 2019 | Melhor Ator Revelação                      | Extraordinary You                                        | Venceu    | [ 51 ] |
| KBS Drama Awards              | 2021 | Melhor Casal                               | Rowoon com Park Eun-bin The King's Affection             | Venceu    | [ 52 ] |
| KBS Drama Awards              | 2021 | Melhor Ator Revelação                      | The King's Affection                                     | Venceu    | [ 52 ] |
| KBS Drama Awards              | 2021 | Prêmio de Popularidade, Ator               | The King's Affection                                     | Venceu    | [ 52 ] |
| KBS Drama Awards              | 2023 | Melhor Casal                               | Rowoon com Cho Yi-hyun The Matchmakers                   | Venceu    | [ 53 ] |
| KBS Drama Awards              | 2023 | Prêmio de Popularidade (Ator)              | The Matchmakers                                          | Venceu    | [ 53 ] |
| KBS Drama Awards              | 2023 | Top Excellence Award (Actor)               | The Matchmakers                                          | Venceu    | [ 53 ] |
| Korea First Brand Awards      | 2019 | Prêmio Ídolo-Ator Masculino                | Rowoon                                                   | Venceu    | [ 54 ] |
| Korea First Brand Awards      | 2024 | Nova Estrela Masculina                     | Rowoon                                                   | Venceu    | [ 55 ] |
| MBC Drama Awards              | 2019 | Melhor Ator Revelação                      | Extraordinary You                                        | Venceu    | [ 56 ] |
| MBC Drama Awards              | 2019 | Prêmio Melhor Casal de Um Minuto           | Rowoon com Kim Hye-yoon e Lee Jae-wook Extraordinary You | Indicado  | [ 57 ] |
| MBC Drama Awards              | 2022 | Prêmio de Excelência em Ator de Minissérie | Tomorrow                                                 | Indicado  | [ 58 ] |
| SBS Drama Awards              | 2018 | Melhor Ator Revelação                      | Where Stars Land                                         | Indicado  | [ 59 ] |
| Soompi Awards                 | 2019 | Prêmio de Melhor Ator Ídolo                | Where Stars Land                                         | Indicado  |        |

### Listicles
| Editora | Ano  | Lista                                                                          | Posição | Ref.          |
| ------- | ---- | ------------------------------------------------------------------------------ | ------- | ------------- |
| Cine21  | 2021 | Novos atores que irão liderar a indústria de conteúdo de vídeo coreana em 2022 | 5º      | [ 60 ]        |
| Forbes  | 2024 | 30 Under 30 – Entretenimento (Coréia)                                          | 1º      | [ 61 ] [ 62 ] |